# أنتوني مارينوس هارثورن
أنتوني مارينوس هارثورن (بالإنجليزية: Antonie Marinus Harthoorn)‏ (من مواليد 26 أوت 1923 - 23 أفريل 2012) ولد في روتردام، لكنه نشأ في إنجلترا، طبيب بيطري وعالم بيئة عرف بدوره في تطوير مهدئات الحيوانات الكبيرة وتأثيرها على حركة المحافظة على الحيوانات. بالإضافة إلى ذلك، كان ملجأ هارثورن للحيوانات مصدر إلهام للسلسلة التلفزيونية داكتاري.